# Операция «Голод»
Операция «Голод» — военно-морская операция по минированию, проводившаяся во время Второй мировой войны силами ВВС США с целью помешать японскому судоходству.

## Операция
Миссия была инициирована по настоянию адмирала Честера Нимица, который хотел, чтобы его военно-морские операции были дополнены обширным минированием самой Японии, проводимым военно-воздушными силами. Хотя генерал Генри Х. Арнольд считал, что это строго военно-морской приоритет, он поручил генералу Кертису Лемею выполнить его.
Лемей поручил эту задачу одной группе из примерно 160 самолётов 313-го бомбардировочного крыла с приказом установить 2000 мин в апреле 1945 года. Минирование производилось отдельными B-29 Superfortress ночью на умеренно малых высотах. Радар предоставил информацию о выбросе мин. 313-й бомбардировочный авиаполк прошел предварительную подготовку по теории минирования с воздуха, а их самолёты B-29 получили модификацию бомбового отсека для установки мин. Затем каждому летному экипажу было дано от четырёх до восьми тренировочных полетов, включающих пять заходов на посадку с помощью радара в каждом полете и сброс фиктивной мины в последнем полете.
Начиная с 27 марта 1945 года сначала было сброшено 1000 морских мин с парашютным замедлением и магнитными и акустическими взрывными устройствами, а затем ещё больше, в том числе модели с разрывными взрывными устройствами под давлением воды. Это минированием оказалось наиболее эффективным средством уничтожения японских судов во время Второй Мировой войны. По урону на единицу стоимости оно превзошло стратегические бомбардировки и кампанию подводных лодокСША.
В конце концов, большинство крупных портов и проливов Японии неоднократно подвергались минированию, что серьёзно нарушило логистику и передвижение японских войск до конца войны, при этом японцам пришлось отказаться от 35 из 47 основных маршрутов конвоев. Например, отгрузка через Кобе сократилась на 85 %, с 320 000 тонн в марте до 44 000 тонн в июле. Операция «Голод» за последние шесть месяцев войны потопила больше кораблей, чем усилия всех других источников войны вместе взятых. 20-я воздушная армия совершила 1529 вылетов и установила 12 135 мин на двадцати шести полях в сорока шести отдельных миссиях. Минирование потребовало только 5,7 % от общего числа боевых вылетов XXI бомбардировочного командования, и при этом было потеряно только пятнадцать B-29. В свою очередь, мины потопили или повредили 670 судов общим водоизмещением более 1 250 000 тонн.

## Последствия

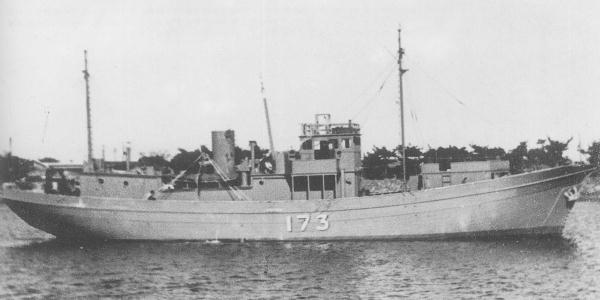
Вспомогательные патрульные катера класса №1 принимали активное участие в послевоенном разминировании

После войны командующий японскими операциями по разминированию отметил, что по его мнению, эта кампания по минированию могла бы напрямую привести к поражению Японии, если бы она началась раньше. Аналогичные выводы были сделаны и американскими аналитиками, которые сообщили в июле 1946 года в Обзоре стратегических бомбардировок, что было бы более эффективно сочетать противокорабельные подводные силы Соединенных Штатов с наземной и палубной авиацией, чтобы нанести более сильный удар по отгрузке торговых кораблей и начать более обширную кампанию по минированию с воздуха в начале войны. Это привело бы к голоду в Японии, что привело бы к более раннему прекращению войны.